# Totus tuus Poloniae populus
Totus tuus Poloniae populus (en español: Todo vuestro pueblo polaco) es una bula del Papa Juan Pablo II, publicada el 25 de marzo de 1992, con la que se revisó la organización eclesiástica de las diócesis de rito latino y de rito oriental de Polonia.
La bula Totus Tuus Poloniae Populus fue la mayor reorganización de la Iglesia católica en la historia de Polonia. La nueva geografía eclesiástica polaca preveía la existencia de 13 sedes metropolitanas, 25 diócesis sufragáneas, una eparquía greco-católica y la arquidiócesis de Łódź, inmediatamente sujeta a la Santa Sede.

## Contenido
La bula Totus tuus Poloniae populus fue publicada el 25 de marzo de 1992 y estuvo acompañada de una carta escrita por el Papa Juan Pablo II a todos los fieles católicos de Polonia.
Ese mismo día, la Nunciatura Apostólica en Polonia hizo públicos tres decretos que implementan la bula papal:
- Decreto por el que se establecen los límites de las nuevas diócesis y provincias eclesiásticas en Polonia y la afiliación metropolitana de cada diócesis.[1]
- Decreto ejecutivo en relación con las decisiones del Papa contenidas en la bula Totus Tuus Poloniae populus.[1]
- Comunicado en el que se dan a conocer oficialmente las decisiones tomadas por el Papa con la citada bula.

Este último documento enumera las siguientes decisiones tomadas por Juan Pablo II en la mencionada bula:
1. Se fundan 13 nuevas diócesis: Bielsko-Żywiec, Elbląg, Ełk, Gliwice, Kalisz, Legnica, Łowicz, Radom, Rzeszów, Sosnowiec, Toruń, Varsovia-Praga y Zamość-Lubaczów.
2. Tres diócesis cambian sus nombres: la diócesis de Sandomierz-Radom pasa a ser la diócesis de Sandomierz; la diócesis de Chelmno toma el nombre de diócesis de Pelplin; y la diócesis de Gorzów la de la diócesis de Zielona Góra-Gorzów.[2]
3. Se redefinen los límites territoriales de las diócesis y la jurisdicción de cada obispo de rito latino y del eparca de rito bizantino dentro de las fronteras actuales de la Tercera República de Polonia.
4. A las 5 provincias eclesiásticas existentes en Polonia (Gniezno, Cracovia, Poznań, Varsovia y Wrocław) se añaden 8 nuevas metrópolis: Przemyśl, Stettin-Kamień, Gdansk, Warmia, Białystok, Częstochowa, Katowice y Lublin.
5. La diócesis de Łódź es elevada al rango de arquidiócesis, sujeta inmediatamente a la Santa Sede, y a su obispo se le concede el título de arzobispo.
6. Se disuelve la unión aeque principaliter de la Arquidiócesis de Gniezno con la Arquidiócesis de Poznań, así como la unión in persona episcopi de la Arquidiócesis de Gniezno con la de Varsovia.
7. La sede de Gniezno sigue siendo la sede primada de Polonia, ya que conserva las reliquias de San Adalberto, patrón de Polonia; El cardenal Józef Glemp sigue siendo Metropolitano de Varsovia, aunque conserva el título de Primado de Polonia ad personam.
8. Se acepta la dimisión del obispo de Szczecin-Kamień, a quien se le concede el título personal de Arzobispo.
9. Los puntos VI-IX del Komunikat se refieren a los obispos y a su nombramiento.
10. Finalmente, se establecen algunas reglas para la incardinación de sacerdotes y seminaristas en las nuevas diócesis, y para las propiedades eclesiásticas de las mismas.